# Batán (stanice metra v Madridu)
Batán (plným názvem španělsky Estación de Batán) je stanice metra v Madridu. Nachází se poblíž náměstí Glorieta de Manuel Dorado Saiz na křižovatce ulic Paseo Venta del Batán a Villamanín na okraji parku Casa de Campo na rozhraní městských obvodů Latina a Moncloa – Aravaca na západě města. Prochází skrze ni linka 10, stanice leží v tarifním pásmu A. Její nástupiště jsou bezbariérově přístupná.

## Historie
Stanice byla otevřena 4. února 1961 jako součást Suburbana vedoucího ze stanice Plaza de España do stanice Carabanchel. Slavnostní otevření se odehrálo za přítomnosti caudilla Francisca Franca a jeho manželky.
Na přelomu tisíciletí proběhla rekonstrukce v rámci zapojení původního Suburbana do nové linky 10. Ve stanici bylo zrušeno ostrovní nástupiště, které bylo nahrazeno postranními. Na rozdíl od sousední stanice Lago však nejsou pozůstatky po ostrovním nástupišti patrné.

## Popis
Stanice je povrchová a navazující úseky do sousedních stanic, Lago a Casa de Campo, jsou též povrchové.
Nedaleko stanice se nacházejí vstupy do madridské zoologické zahrady, cvičiště toreadorů a zábavního parku.

## Fotogalerie

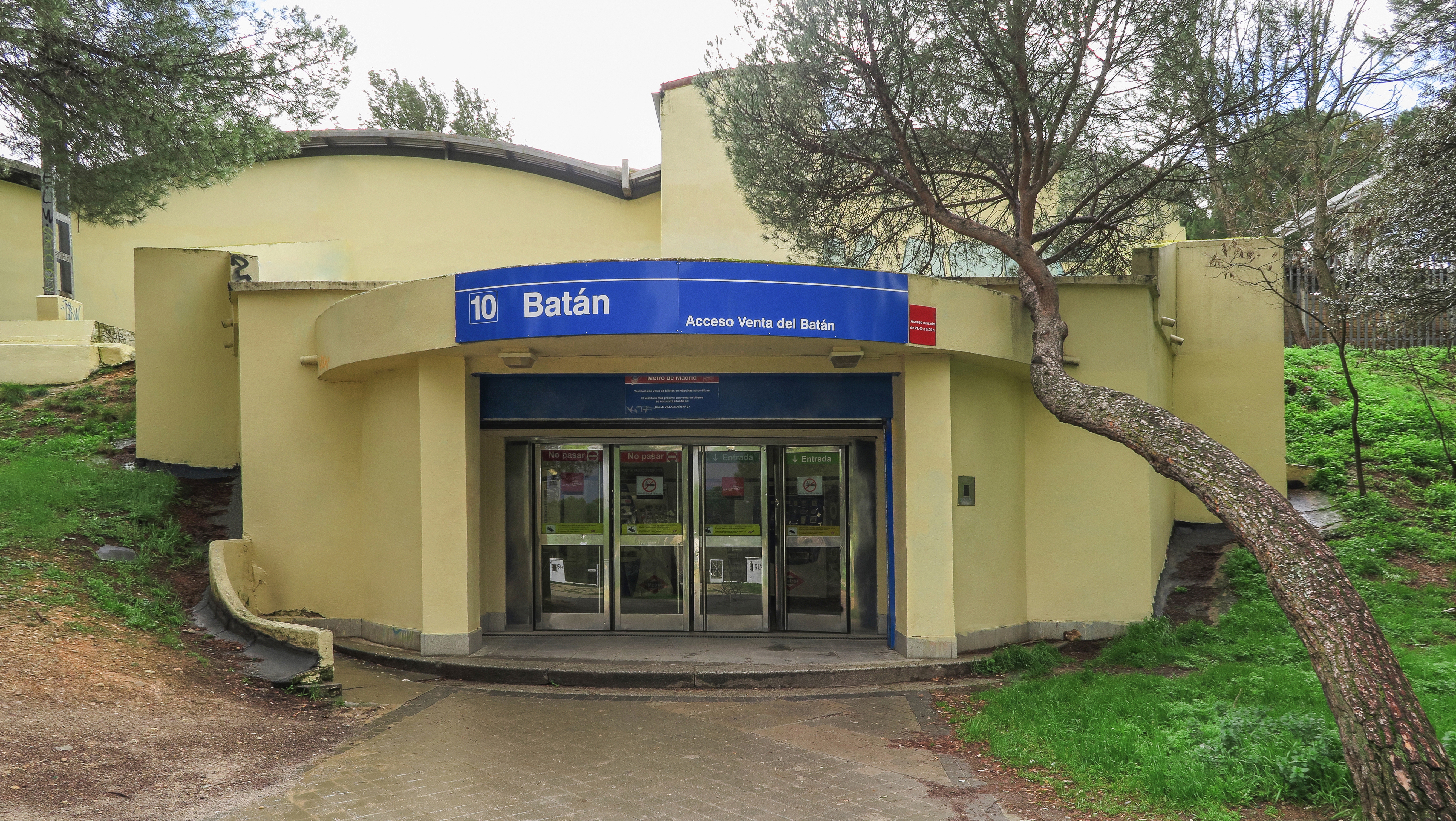
Vstup do stanice
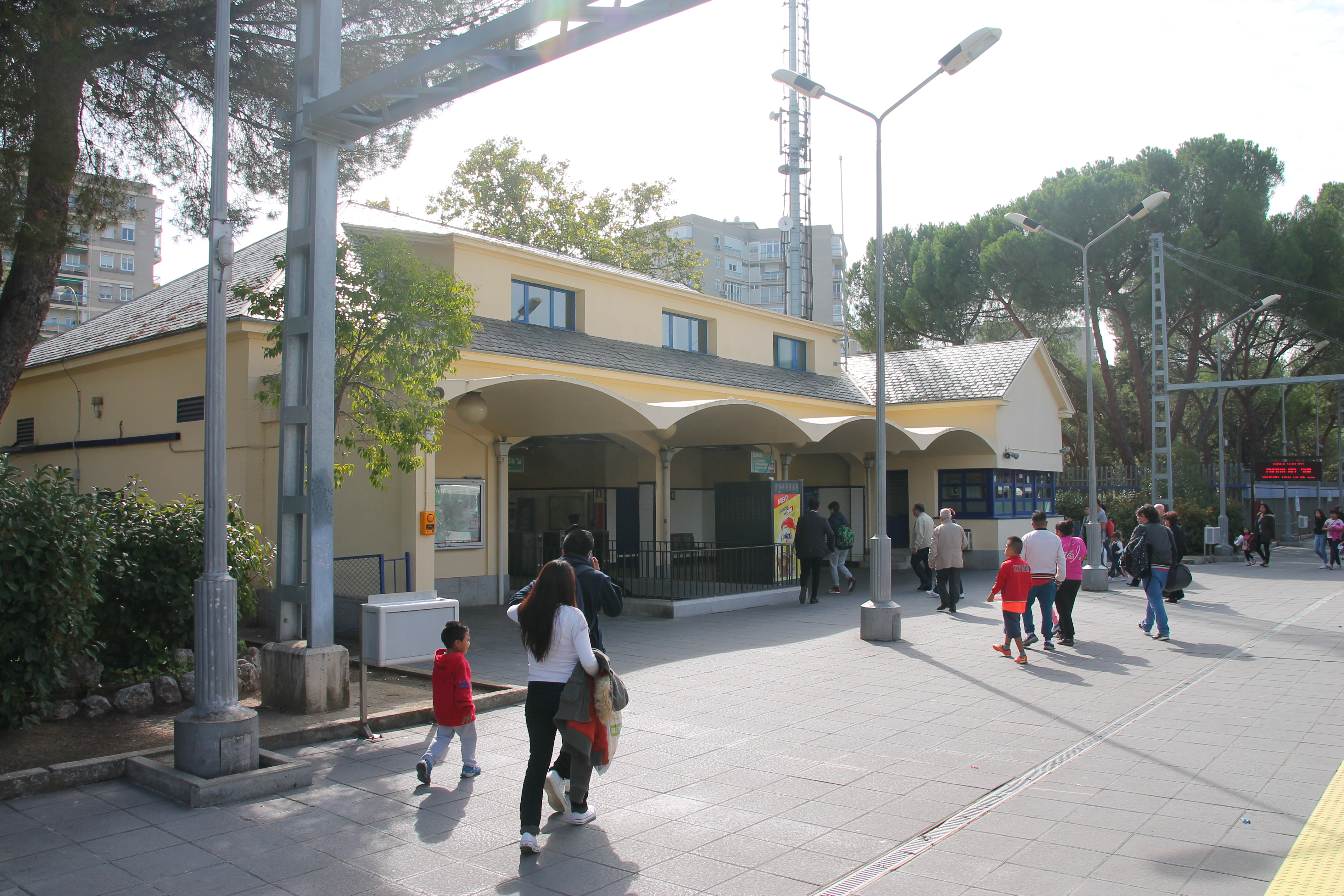
Nástupiště stanice
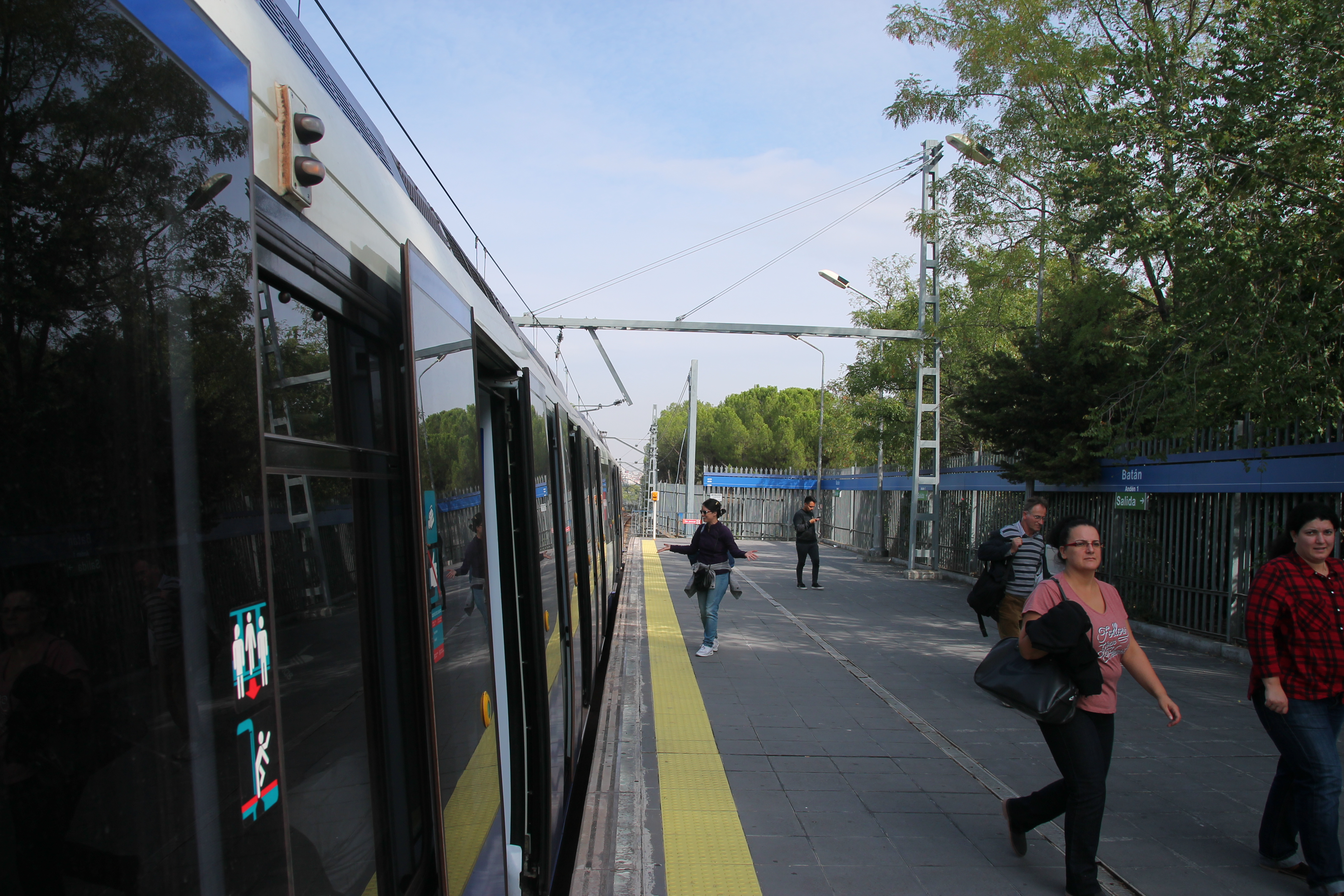
Nástupiště stanice
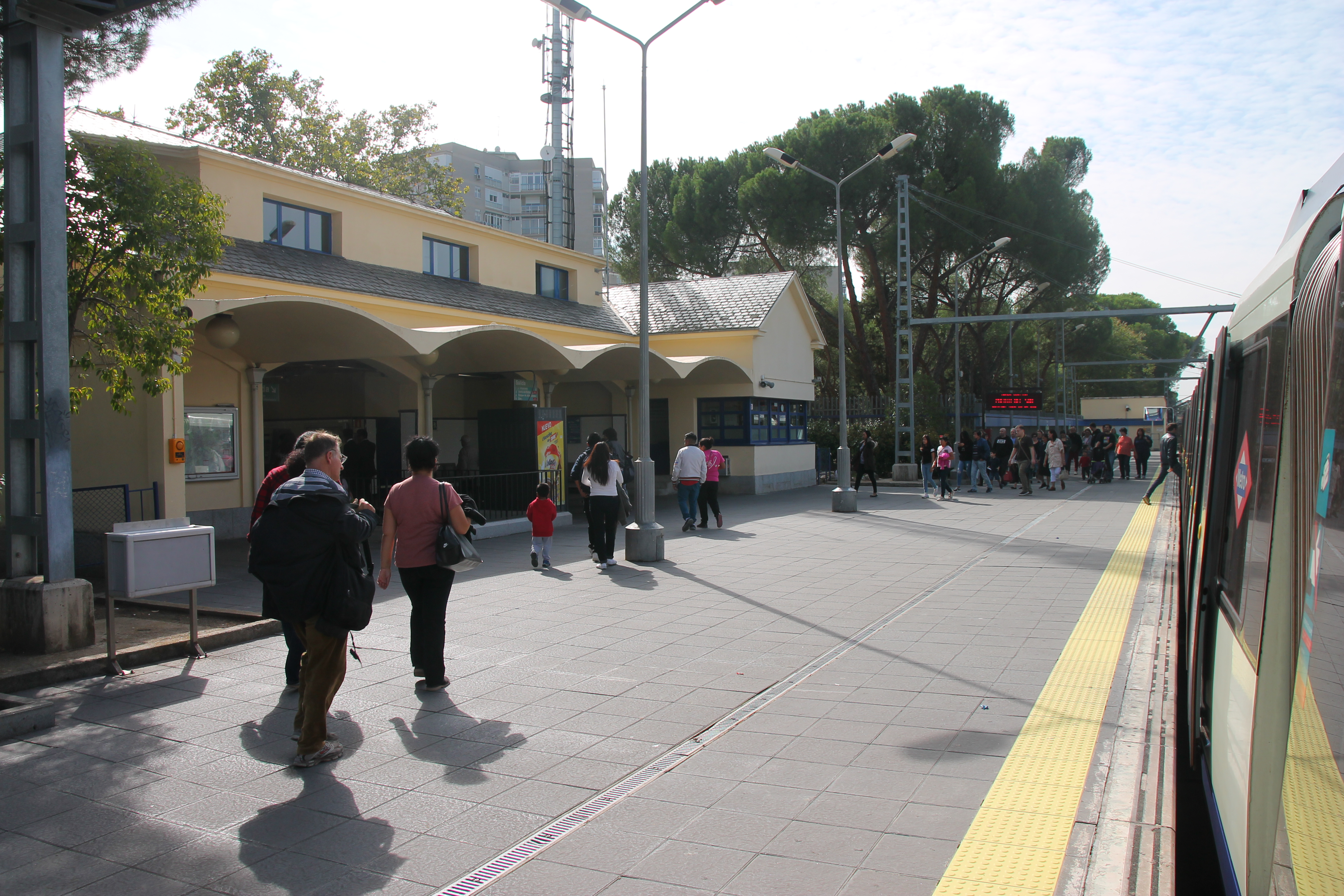
Nástupiště stanice
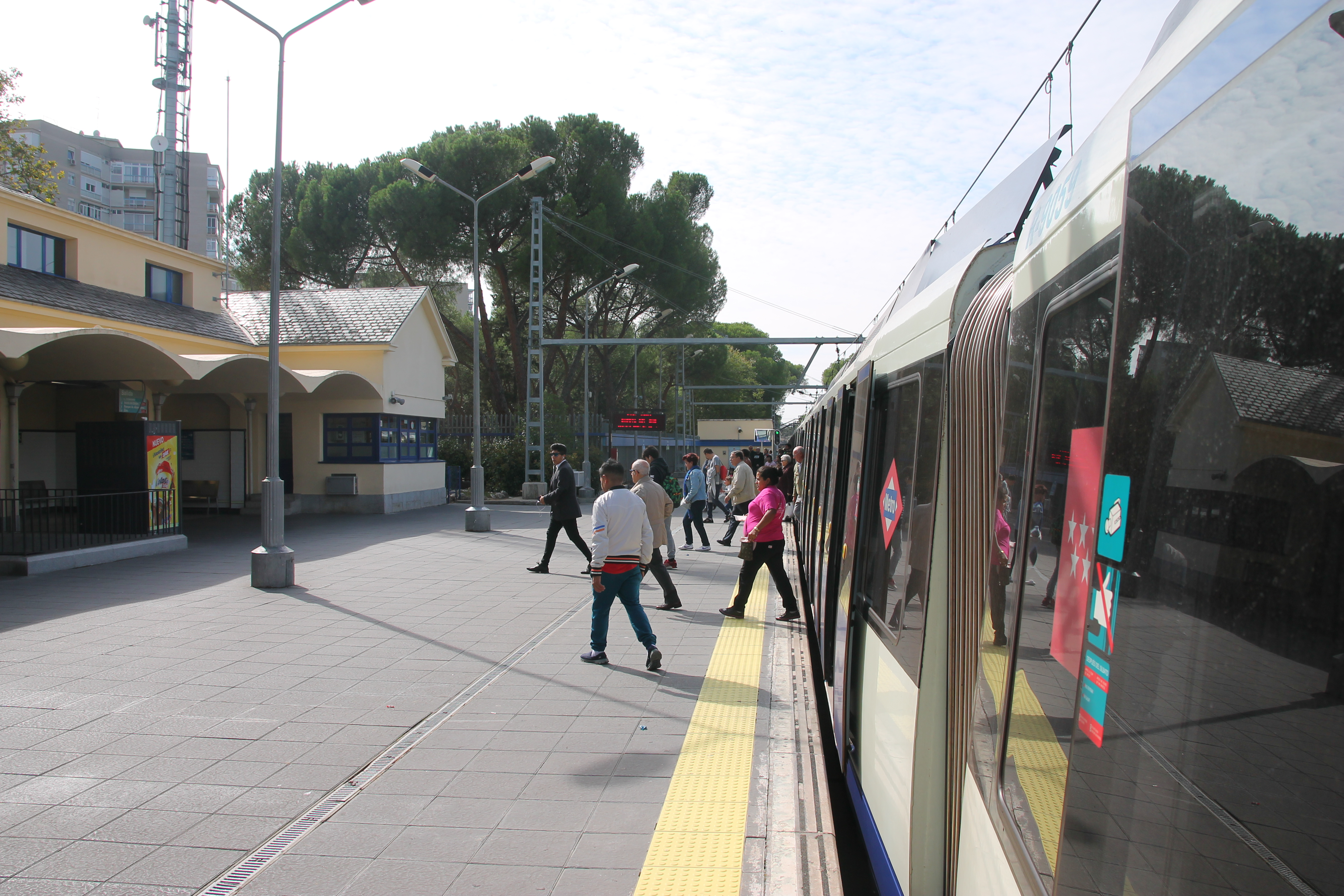
Nástupiště stanice